# Большой Сунгуль
Большо́й Сунгу́ль — озеро в Каменском муниципальном округе Свердловской области. Озеро используется для рыбного промысла и любительского рыболовства.

## География
Озеро расположено в км южнее города Каменска-Уральского. На южном и восточном берегах озера находится село Рыбниковское, далее на восточном берегу — деревня Богатёнкова. На севере озеро соединено протокой с озером Малый Сунгуль. Берега преимущественно низменные, за исключением западного: там встречаются каменистые склоны и обрывы. Северный берег заболочен. Уровень воды 179 м над уровнем моря. 

## Морфометрия
Площадь водной поверхности 10,2 км² (по другим данным 9,2км²).
Длина 4,5 км, ширина 2,7 км, максимальная глубина до 6,0 м, средняя глубина 3 метра. Длина береговой линии 13 км.
Площадь водосбора 33 км². Озеро Большой Сунгуль непроточное, со слабосолёной водой.

## Флора и фауна
В озере водятся карп, карась, гольян, сырок, на берегах гнездится водоплавающая птица. Исключительно популярно среди рыболовов. Начиная с 1950 года различными организациями (Институт рыбного хозяйства, Свердловская рыбстанция, арендаторы и рыбозаготовители) периодически производилось зарыбление озера мальками карпа, пеляди и рипуса.

## Данные водного реестра
По данным государственного водного реестра России относится к Иртышскому бассейновому округу, речной бассейн — Иртыш, речной подбассейн — Тобол. Водохозяйственный участок реки — Исеть от г. Екатеринбург до впадения р. Теча. Код водного объекта: 14010500611111200007023